# Ḩarm-e Yak
Ḩarm-e Yak (persiska: حرم یک, هَرميك, حِرميَك, حِرمِيَك, چَرمِك) är en ort i Iran.   Den ligger i provinsen Bushehr, i den södra delen av landet, 900 km söder om huvudstaden Teheran. Ḩarm-e Yak ligger 469 meter över havet och antalet invånare är 153.
Terrängen runt Ḩarm-e Yak är kuperad. Runt Ḩarm-e Yak är det ganska glesbefolkat, med 31 invånare per kvadratkilometer. Närmaste större samhälle är Tang-e Mān, 5,7 km sydväst om Ḩarm-e Yak. Omgivningarna runt Ḩarm-e Yak är i huvudsak ett öppet busklandskap.